# Wieluń (gmina)
Wieluń – gmina miejsko-wiejska w województwie łódzkim, w powiecie wieluńskim. W latach 1975–1998 gmina położona była w województwie sieradzkim.
Siedzibą gminy i powiatu jest miasto Wieluń, które pełni rolę regionalnego ośrodka gospodarczego, handlowego, oświatowego i kulturalnego.
Według danych z 1 stycznia 2017 gminę zamieszkiwało 32 008 osób, z czego 22 973 stanowili mieszkańcy miasta, zaś 9035 mieszkańcy obszaru wiejskiego.
Według danych z 31 grudnia 2019 roku gminę zamieszkiwało 31 456 osób.

## Rezerwaty przyrody
Na terenie gminy znajduje się rezerwat przyrody Lasek Kurowski chroniący ekosystemy leśne z udziałem jodły i buka.

## Struktura powierzchni
Według danych z roku 2002 gmina Wieluń ma obszar 131,2 km², w tym:
- użytki rolne: 74%
- użytki leśne: 14%

Gmina stanowi 14,14% powierzchni powiatu.

## Demografia

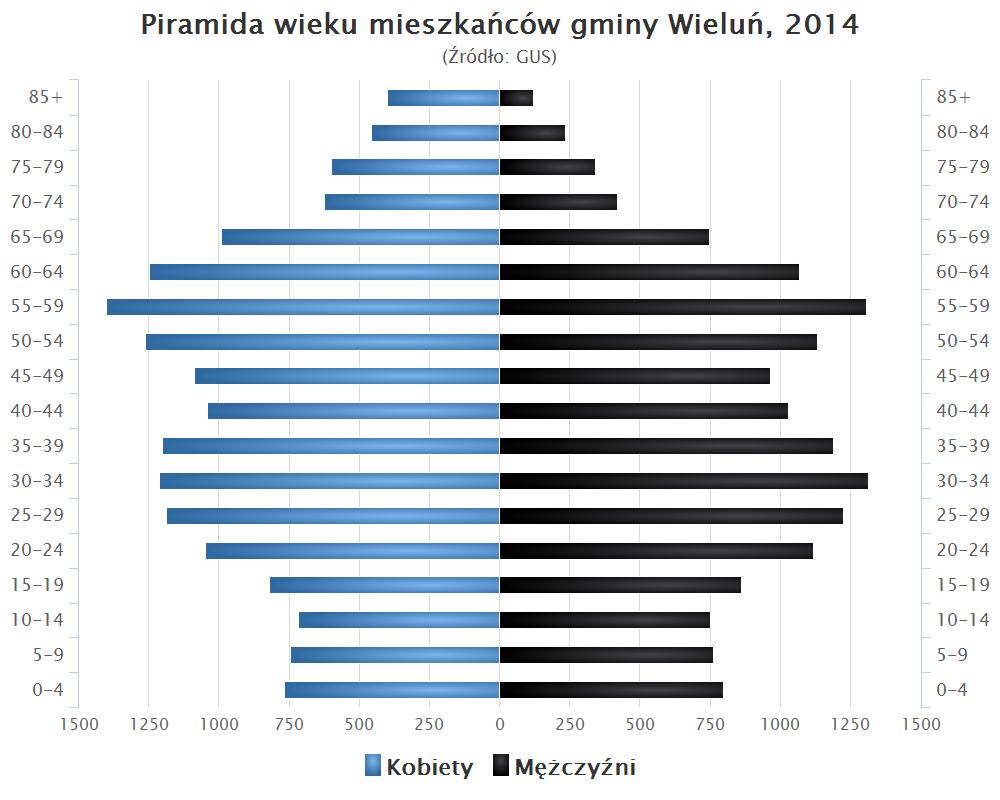
Piramida wieku mieszkańców gminy Wieluń w 2014 roku

Dane z 2010 roku
| Opis                              | Ogółem | Ogółem | Kobiety | Kobiety | Mężczyźni | Mężczyźni |
| --------------------------------- | ------ | ------ | ------- | ------- | --------- | --------- |
| Jednostka                         | osób   | %      | osób    | %       | osób      | %         |
| Populacja                         | 32 424 | 100    | 17 011  | 52,5    | 15 413    | 47,5      |
| Gęstość zaludnienia [mieszk./km²] | 248,3  | 248,3  | 130,2   | 130,2   | 117,9     | 117,9     |

## Sołectwa
Bieniądzice, Borowiec, Dąbrowa, Gaszyn, Jodłowiec, Kadłub, Kurów, Małyszyn, Masłowice, Nowy Świat, Olewin, Ruda, Rychłowice, Sieniec, Srebrnica, Starzenice, Turów, Urbanice, Widoradz.

## Pozostałe miejscowości
Chodaki, Grodzisko, Kijak, Klusiny, Ludwina, Małyszynek, Mokrosze, Piaski, Podszubienice, Zwiechy.

## Sąsiednie gminy
Biała, Czarnożyły, Mokrsko, Osjaków, Ostrówek, Pątnów, Skomlin, Wierzchlas